# 北鮭屬
北鮭屬（Stenodus），為鮭科的其中一屬，是淡水鮭魚，其下有兩種，但有時白北鮭也被當做極北鮭（Stenodus leucichthys）的亞種。
該屬的魚雖然有獨特的捕食形態，但是在系統發生學上與白鮭屬（Coregonus）區別不大。

## 種
- 極北鮭（Stenodus nelma）
- 白北鮭（Stenodus leucichthys）